# Indigofera baumiana
Indigofera baumiana är en ärtväxtart som beskrevs av Hermann August Theodor Harms. Indigofera baumiana ingår i släktet indigosläktet, och familjen ärtväxter. Inga underarter finns listade i Catalogue of Life.